# セントラル・マーケット

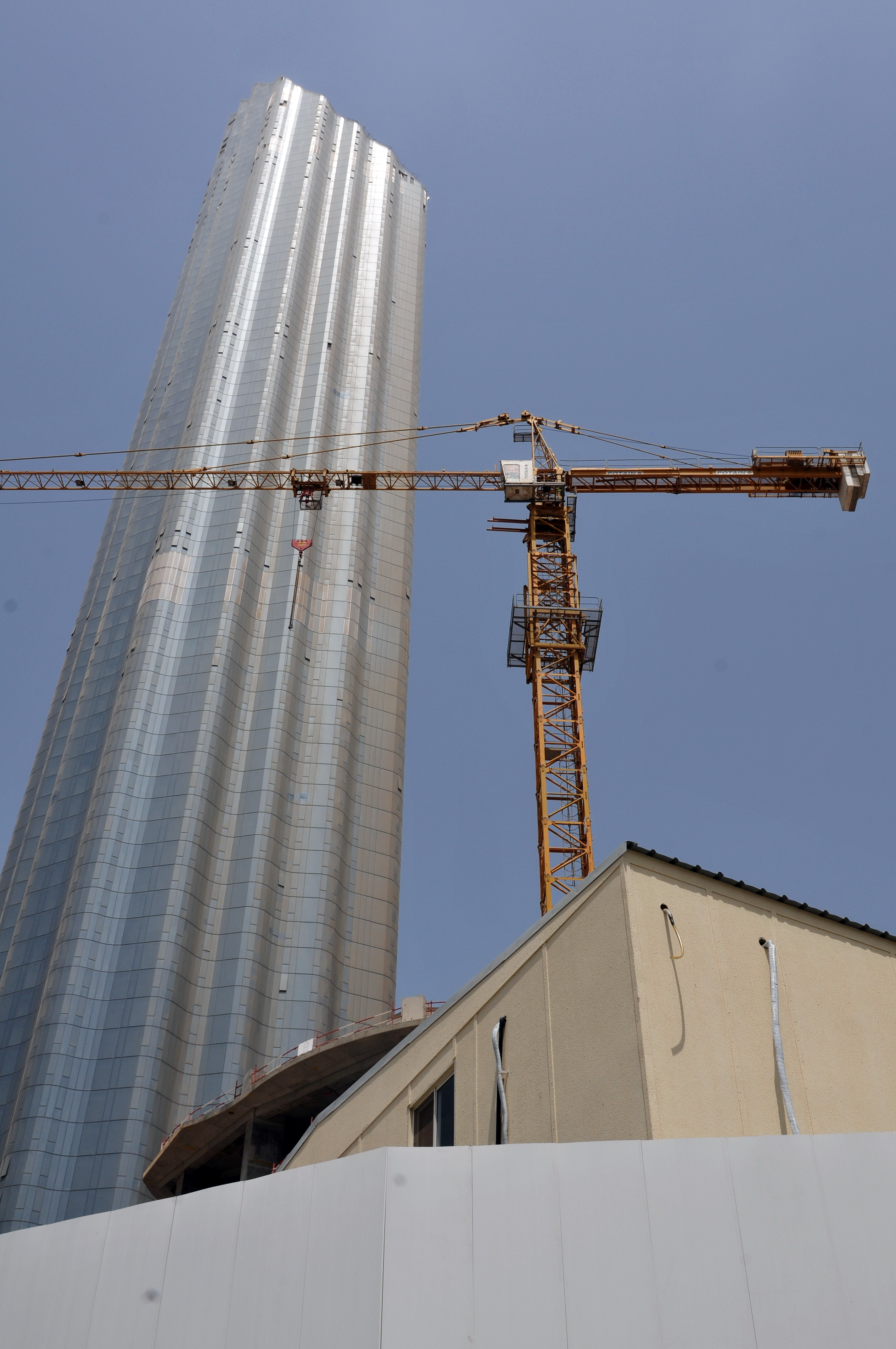
ブルジュ・ムハンマド・ビン・ラシッド

セントラルマーケット(Central Market)は、アラブ首長国連邦の首都・アブダビで現在進行中の再開発プロジェクトの名称。

## 概要
セントラルマーケットは超高層ビル3棟からなる複合都市である。設計はイギリスのノーマン・フォスター。当初の完成予定は2010年であったが、予定している3棟のうち2棟は2014年に完成し、残りの1棟は建設中である。
- ブルジュ・ムハンマド・ビン・ラシッド（381.2m、88階） - 2014年完成[2]
- ワールド・トレード・センター・アブダビ（278m、60階） - 2014年完成[2]
- セントラルマーケット・ホテル・タワー（ホテル棟。255m、58階の予定） - 建設中[2]

2016年4月現在、ブルジュ・ムハンマド・ビン・ラシッドはアブアビで最も高いビルディングである。